# Villa Baare

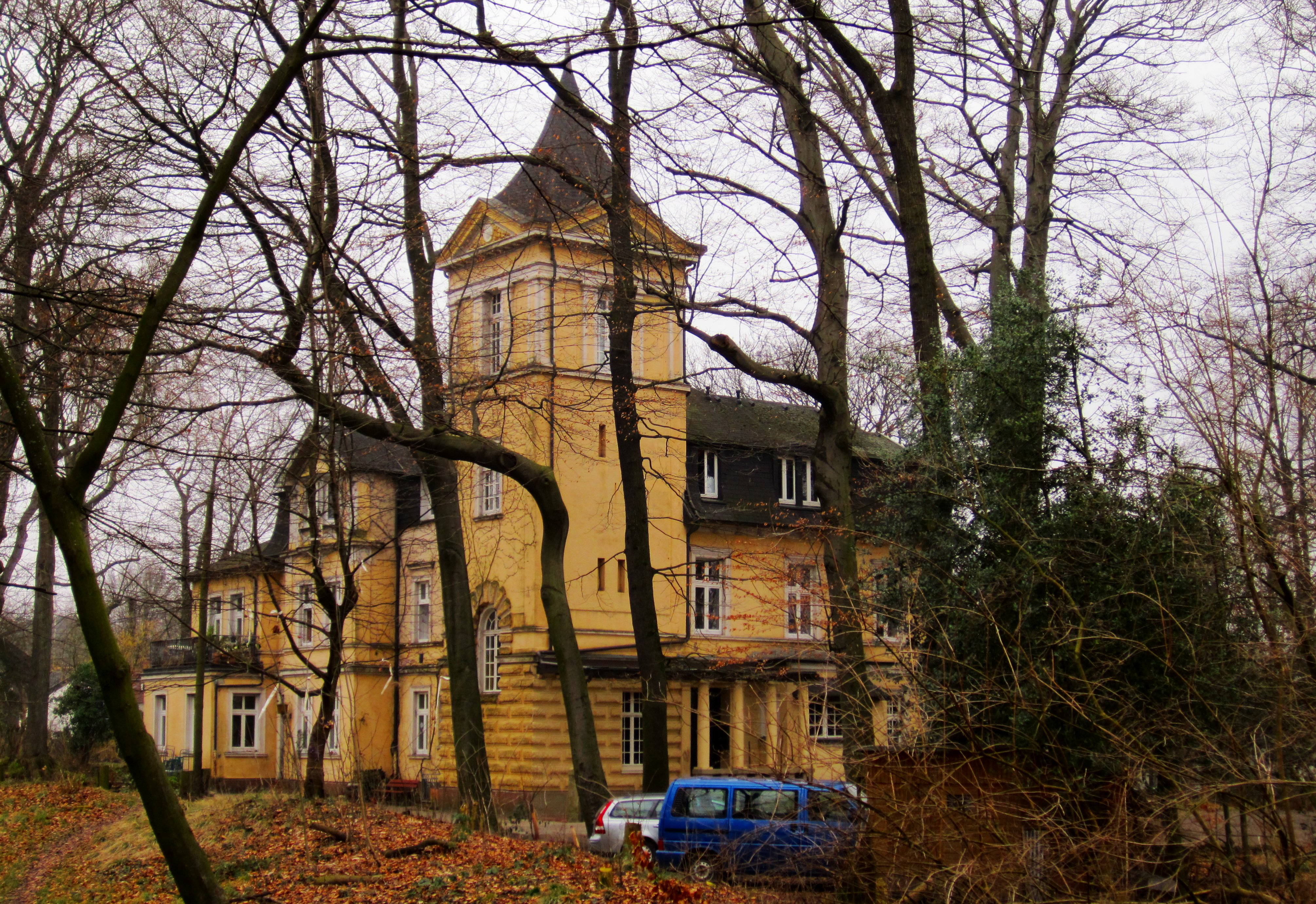
Villa Baare, Südansicht

Die Villa Baare ist eine Unternehmervilla am Reiterweg 13 im Wattenscheider Ortsteil Höntrop in Bochum. Die angrenzende Höntroper Straße hieß daher bis zur Eingemeindung in diesem Straßenabschnitt „Baarestraße“. Die Villa wurde 1888 vom Bochumer Verein für Gußstahlfabrikation für ihren Generaldirektor Louis Baare in unmittelbarer Nähe der Zeche Vereinigte Maria Anna Steinbank errichtet. Baare ließ sie um ein Wirtschaftsgebäude erweitern, sein Sohn Fritz Baare 1904 durch einen Turm und Anbauten. Die Witwe von Fritz Baare lebte hier bis 1945, dann diente es als britisches Offizierskasino, danach war das Haus ein Kinder-Kurheim. 1974 verkaufte das Unternehmen die Villa an die Stadt Wattenscheid. Heute betreibt ein Verein hier einen Waldorfkindergarten.